# Ochrana člověka za mimořádných událostí
Ochrana člověka za mimořádných událostí (ve zkratce OČMU) (anglicky – human protection during emergencies; francouzsky – protection (f) de l'homme en cas d'urgences) je systém výuky uplatňovaný v rámci vzdělávací soustavy ČR a zaměřený na seznámení dotčené populace s problematikou ochrany obyvatelstva, zejména s principy sebeochrany a vzájemné pomoci.
Posláním je vytvořit a udržovat soubor znalostí a dovedností potřebných k minimalizaci negativních důsledků mimořádných událostí a přispět tak k osvojení potřebných kompetencí pro poskytnutí případné pomoci sobě a dalším osobám v rizikových situacích, a to alespoň po nezbytnou dobu do příchodu profesionální pomoci ze strany složek bezpečnostního systému. Pojem ochrana člověka za mimořádných událostí je zároveň vnímán jako podmnožina pojmu preventivně výchovná činnost.

## Geneze tématu
V reakci na minulé události (např. povodně 1997) nabyla od 1. 1. 2001 účinnosti nová legislativa v oblasti krizového řízení a ochrany obyvatelstva, která určila i nutnost vzdělávání obyvatelstva v těchto oblastech. Roli koordinátora při plnění úkolů ochrany obyvatelstva převzalo Generální ředitelství HZS ČR a definovalo pojem Ochrana člověka při mimořádných událostech (OČMU)
Ministerstvo školství, mládeže a tělovýchovy poukázalo na nutnost zařadit téma mimořádných událostí do vzdělávacích programů škol. Tato nutnost byla specifikována vydáním pokynu ministerstva – č.j. 34776/98-22 ze dne 4. května 1999, kterým byla problematika mimořádných událostí pod názvem „Ochrana člověka při mimořádných událostech“ od roku 1999 začleněna do vzdělávání.
V roce 2002 vydal Hasičský záchranný sbor ČR příručku „Ochrana člověka za mimořádných situací“ pro učitele základních a středních škol. V roce 2003 pak vyšlo její upravené a rozšířené vydání. Příručka byla distribuovaná na každou základní a střední školu.
Pokynem MŠMT čj. 12050/03-22 ze dne 4. března 2003 zavazuje školy k aktivnímu zapojení tematiky ochrany obyvatel za mimořádných událostí do školních rámcových vzdělávacích programů (RVP).
Usnesením vlády ze dne 25. 2. 2008 č. 165 připadla na základních školách povinnost postupně zařadit 6 hodin dané problematice v jednotlivých ročnících.
Od 1. září 2013 se do RVP pro základní školy podařilo zahrnout problematiku ochrany člověka za běžných rizik a mimořádných událostí v daleko širší míře. Došlo ke specifikaci učiva a dílčích cílů a byla zpracována metodická pomůcka nazvaná Podklady k výuce témat ochrany člověka za běžných rizik a mimořádných událostí v základních školách, která pedagogům nabízí soubor základních pojmů, návrh na rozložení učiva do jednotlivých ročníků, doporučené metody a formy práce, literaturu, pomůcky, užitečné odkazy, nástin začlenění problematiky ve stávajícím RVP a návrh testových otázek pro jednotlivé ročníky základní školy.